# Haplochromis rudolfianus
Haplochromis rudolfianus är en fiskart som beskrevs av Trewavas, 1933. Haplochromis rudolfianus ingår i släktet Haplochromis och familjen Cichlidae. IUCN kategoriserar arten globalt som livskraftig. Inga underarter finns listade i Catalogue of Life.